# Darlington
Darlington ist eine Mittelstadt in der Unitary Authority Darlington in der Grafschaft Durham in North East England. War die Stadt zuvor ein administrativer Teil des Countys Durham, so gehört sie nun lediglich noch zu zeremoniellen Anlässen zu Durham. Im Jahr 2011 hatte Darlington 92.363 und das Borough of Darlington 105.564 Einwohner.
Darlington ist vor allem bekannt durch die Jungfernfahrt des ersten Personenzuges der Welt, der am 27. September 1825 auf der Stockton and Darlington Railway von Shildon über Darlington nach Stockton-on-Tees fuhr.

## Geographie
Darlington befindet sich im Norden Englands, etwa 120 km von der schottischen Grenze entfernt, im Tees Valley gelegen. Östlich der Stadt befindet sich in kurzer Distanz der Verdichtungsraum Teesside, dem Darlington jedoch nicht angehört. Die nächsten großen Städte sind Middlesbrough (25 km östlich), Newcastle (60 km nördlich) und York (80 km südlich). Bei Darlington mündet der Fluss Skerne in den Tees, welcher wiederum bei Middlesbrough in die Nordsee mündet.

## Geschichte
Darlingtons Existenz begann als kleines angelsächsisches Dorf. Eine erste urkundliche Erwähnung erfolgte im frühen elften Jahrhundert als Dearthingtun.
Im Mittelalter gehörte Darlington dem Bischof von Durham; im 12. Jahrhundert verlieh der Bischof dem Ort das Marktrecht. Damals hatte Darlington lediglich mehrere hundert Einwohner, welche überwiegend von der Landwirtschaft lebten. Es existierte aber auch der Handel mit gewebter und gefärbter Wolle sowie mit Leder.
Auch in den folgenden Jahrhunderten war Darlington eine gedeihende kleine Handelsstadt. 1585 wurde die Darlington jedoch von einem großen Stadtbrand zerstört; das Ausmaß des Schadens wurde durch die Bauweise aus Holz sowie Strohdächern enorm begünstigt. Das Feuer entstand am 7. Mai 1585 um 1 Uhr mittags und breitete sich rasant aus. Da Wasser aufgrund einer Dürreperiode Mangelware war, versuchten die Einwohner verzweifelt, das Feuer mit Bier und Milch zu löschen. 273 Häuser wurden zerstört, wodurch 800 Menschen obdachlos wurden. Die Stadt wurde jedoch schon bald wiederaufgebaut.
Wie auch andere Städte in jener Zeit litt Darlington enorm an den Auswirkungen der Pest; 1543, 1597 und 1605 waren Jahre mit der größten Anzahl an Opfern.

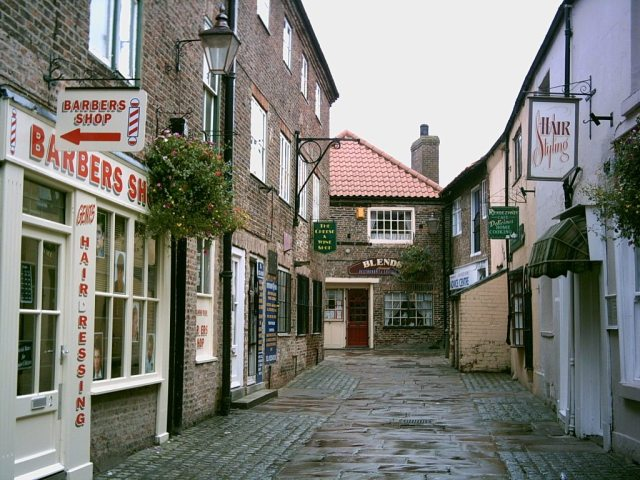
Clarks Yard, Darlington

Die erste Zeitung Darlingtons erschien 1772. Die erste Bankfiliale wurde 1774 eröffnet. Im 18. Jh. wurde mit dem Bau von gebührenpflichtigen Straßen begonnen. Zum Beispiel wurde 1745 eine Straße von Boroughbridge über Darlington nach Durham, und 1749 eine weitere von Barnard Castle über Darlington nach Stockton erbaut. Eine dritte Straße von West Auckland nach Darlington wurde 1751 fertiggestellt.
1809 eröffnete in Darlington eine Apotheke, von welcher die arme Bevölkerung kostenlos Arzneimittel erhielt. 1864 wurde in der Stadt schließlich auch ein erstes Krankenhaus eröffnet.
1823 wurde in den Straßen der Stadt eine Straßenbeleuchtung mit Öllampen sowie der Einsatz einer Nachtwache eingeführt. 1830 wurde die Beleuchtung auf Gaslampen umgestellt. 1846 wurde erstmals flächendeckend Leitungswasser bereitgestellt, und 1850 wurde ein modernes Abwassernetz installiert.

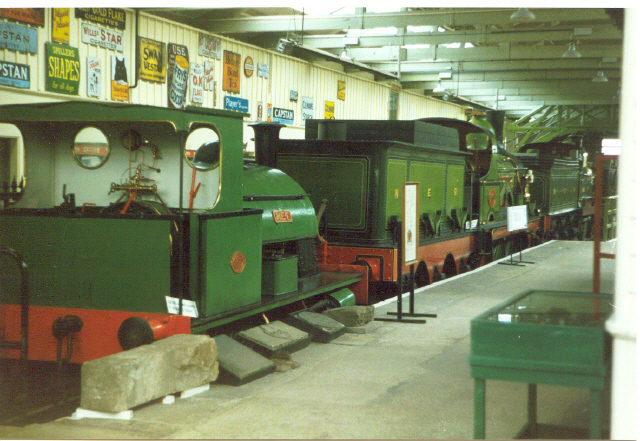
Railway Centre and Museum

Darlington wird stets in engem Zusammenhang mit der Geburtsstunde der Eisenbahn genannt. Das 1975 eröffnete Darlington Railway Centre and Museum erinnert an dieses wichtige Ereignis im Jahre 1825, an welchem der erste Personenzug der Welt von Shildon über Darlington nach Stockton-on-Tees fuhr.
1880 wurde in Darlington ein Schienennetz für Pferdebahnen erbaut, und der Bahnhof Darlingtons 1887 eröffnet. 1900 wurde in der mittlerweile 50.000 Einwohner zählenden Stadt ein Stromnetz installiert, sodass 1903 die Pferdebahnen durch elektrische Straßenbahnen ersetzt werden konnten. Diese wurden 1926 jedoch wiederum von Bussen abgelöst.
Die Stadt wurde mit drei großen Werken zu einem wichtigen Standort der Produktion von Eisenbahnen. Das größte von ihnen waren die Darlington railway works, die von 1863 bis 1966 in Betrieb waren. Das zweite Werk war Robert Stephenson & Co., dessen Besitzer 1902 von Newcastle hierherzog, 1937 in Robert Stephensons & Hawthorns umbenannt, 1960 von English Electric aufgekauft und 1964 schließlich geschlossen wurde. Das dritte Werk waren die 1923 gegründeten und 1962 geschlossenen Faverdale Wagon Works, welche als erstes Unternehmen die Massenproduktion von Güterwaggons aufnahmen.

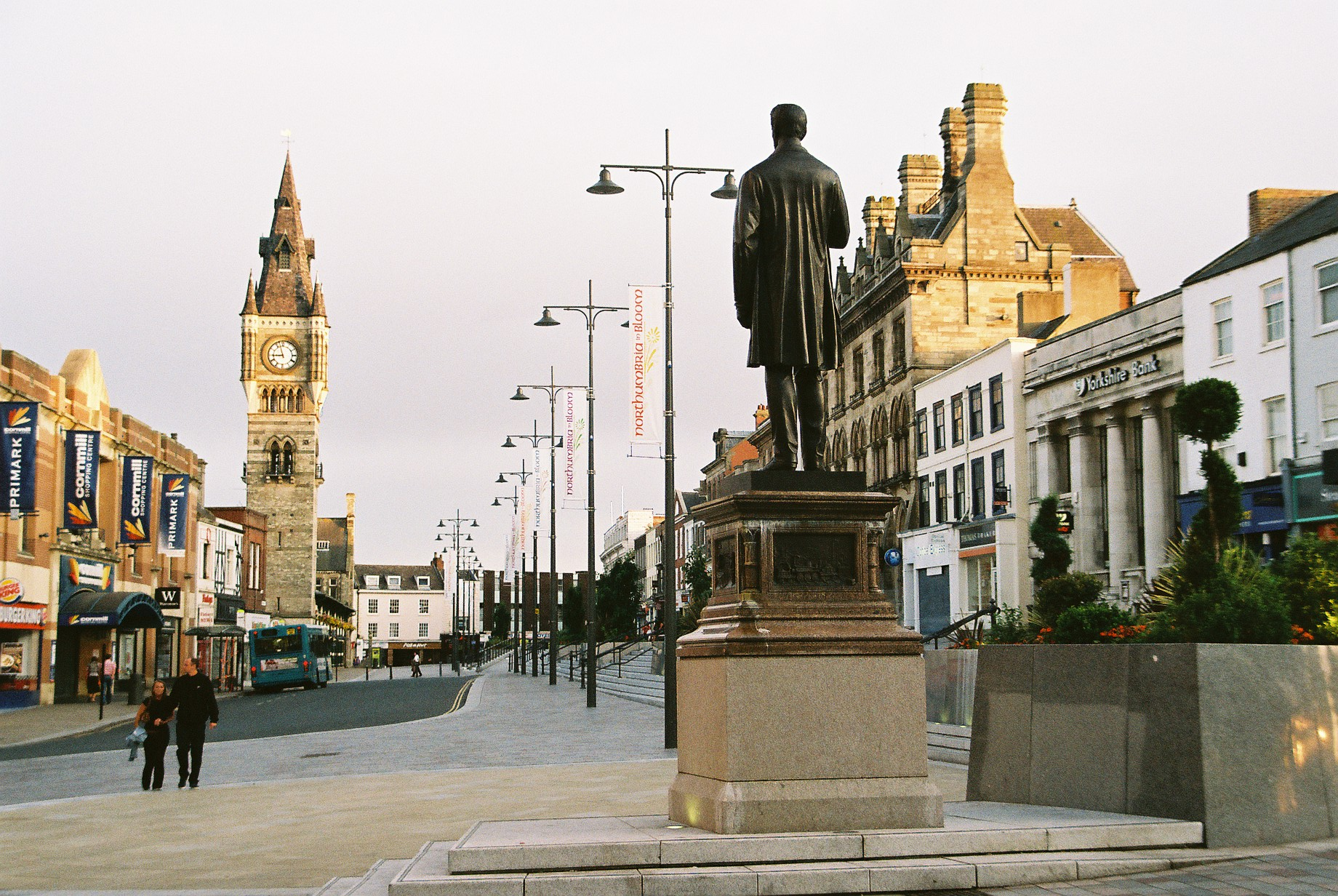
Innenstadt

Im späten 20. Jahrhundert wurden die Produktionsbetriebe in Darlington weniger und die Serviceindustrie setzte sich immer mehr durch. Das Einkaufszentrum in der Queen Street wurde 1969 eröffnet und das heutige Rathaus 1970 erbaut. Das Cornmill Shopping Centre wurde 1992 eröffnet.
Im Sommer 2007 wurde nach über zweijähriger Bauzeit ein Projekt namens The Pedestrian Heart abgeschlossen, bei dem weite Teile der Darlingtoner Innenstadt in eine Fußgängerzone umgewandelt wurden. Anfangs wurde das Vorhaben unter anderem aufgrund weitreichender Veränderungen im öffentlichen Nahverkehr kritisiert, letztlich dann aber doch akzeptiert.
2007 fiel der Beschluss, das veraltete Einkaufszentrum an der Queen Street zu ersetzen. Ein Neubau sollte 2010 eingeweiht werden, verzögerte sich jedoch als Folge der Finanzkrise ab 2007. Dies führte dazu, dass sich das zuständige Unternehmen Discovery Properties im Jahr 2010 erneut um eine Baugenehmigung bemühte, bevor die bestehende auslief. Diese wurde bis November 2011 nicht erteilt. Jedoch befand sich der Unternehmer noch immer in Gesprächen mit der Stadtverwaltung.
Im August 2008 wurde das King’s Hotel in der Innenstadt durch einen Brand vollständig zerstört (Bild). Auch einige angrenzende Geschäfte wurden teils massiv beschädigt und mussten wochenlang geschlossen bleiben. Es gab keine Todesopfer zu beklagen.

## Politik

### Städtepartnerschaften
Darlington unterhält Städtepartnerschaften mit
- Amiens, Frankreich
- Mülheim an der Ruhr, Deutschland (seit 1953[9])

## Kultur und Sehenswürdigkeiten
Das Civic Theatre ist ein bekanntes Kulturhaus in der Stadt, in welchem verschiedene Theater-, Musical- und Pantomimevorführungen stattfinden.
Das Rhythm'n'Brews-Festival ist ein jährliches Musik- und Real-Ale-Fest im Frühherbst mit Rock-, Blues und Jazz-Aufführungen an verschiedenen Locations in ganz Darlington.
Das 2004 eröffnete Forum Music Centre bietet regelmäßige Livekonzerte in den Musiksparten Ska, Punk, Indie und Classic Rock und besitzt auch mehrere Proberäume. Der Carmel Rhythm Club ist ein weiteres Musikveranstaltungshaus im Musikgenre Rhythm and Blues.
Darlington bietet vielfältige Einkaufsmöglichkeiten an. Grange Road im Besonderen besitzt eine Anzahl teurer und attraktiver Designerläden, und in der Duke Street befinden sich Kunstgalerien und Restaurants.

### Sport

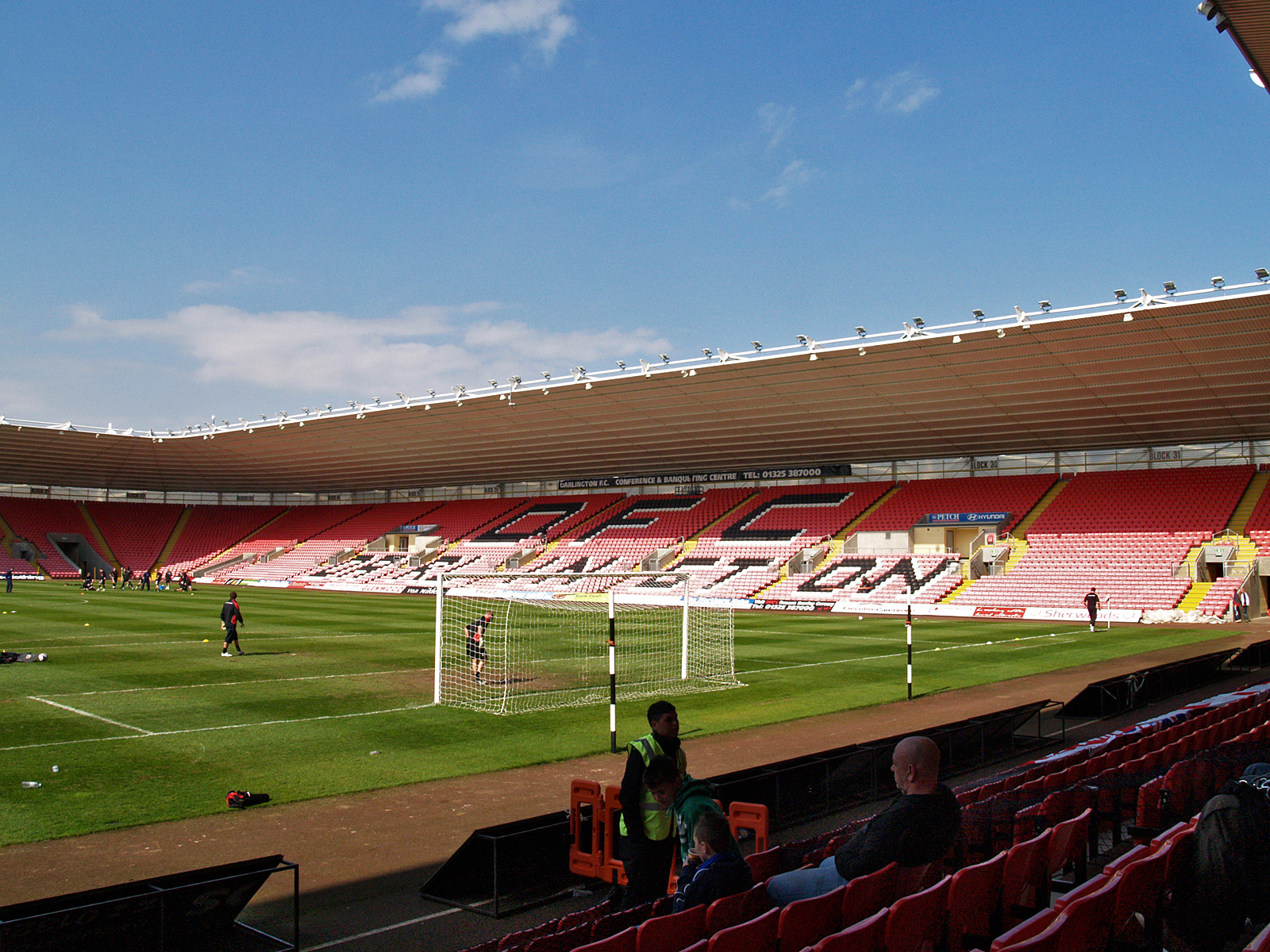
Darlington Arena

Der Fußballverein der Stadt ist der FC Darlington, welcher derzeit in der viertklassigen Football League Two spielt und seine Heimspiele in der Darlington Arena austrägt. Die Mannschaft wird The Quakers (die Quäker) genannt, was mit der Unterstützung des Vereines durch die Quäker Joseph und Edward Pease sowie dem allgemein großen Einfluss dieser religiösen Bewegung auf den Verein zu tun hat. Der Rugby-Union-Verein der Stadt ist Darlington Mowden Park RFC. Das Dolphin Centre ist ein Sport- und Freizeitzentrum, welches 1982 von Roger Bannister eingeweiht und 2006 nach einer £5 Mio. teuren Runderneuerung durch die Leichtathletin Tanni Grey-Thompson neu eröffnet wurde.

## Wirtschaft und Infrastruktur
Folgende Tabelle zeigt die regionale Bruttowertschöpfung von Darlington (gemessen an den aktuellen Preisen), veröffentlicht vom Office for National Statistics. Die Zahlen sind in Millionen Pfund Sterling angegeben:
| Jahr | Regionale Bruttowertschöpfung | Landwirtschaft | Industrie | Dienstleistungen |
| ---- | ----------------------------- | -------------- | --------- | ---------------- |
| 1995 | 1.115                         | 8              | 377       | 729              |
| 2000 | 1.192                         | 6              | 417       | 768              |
| 2003 | 1.538                         | 6              | 561       | 971              |

### Verkehr

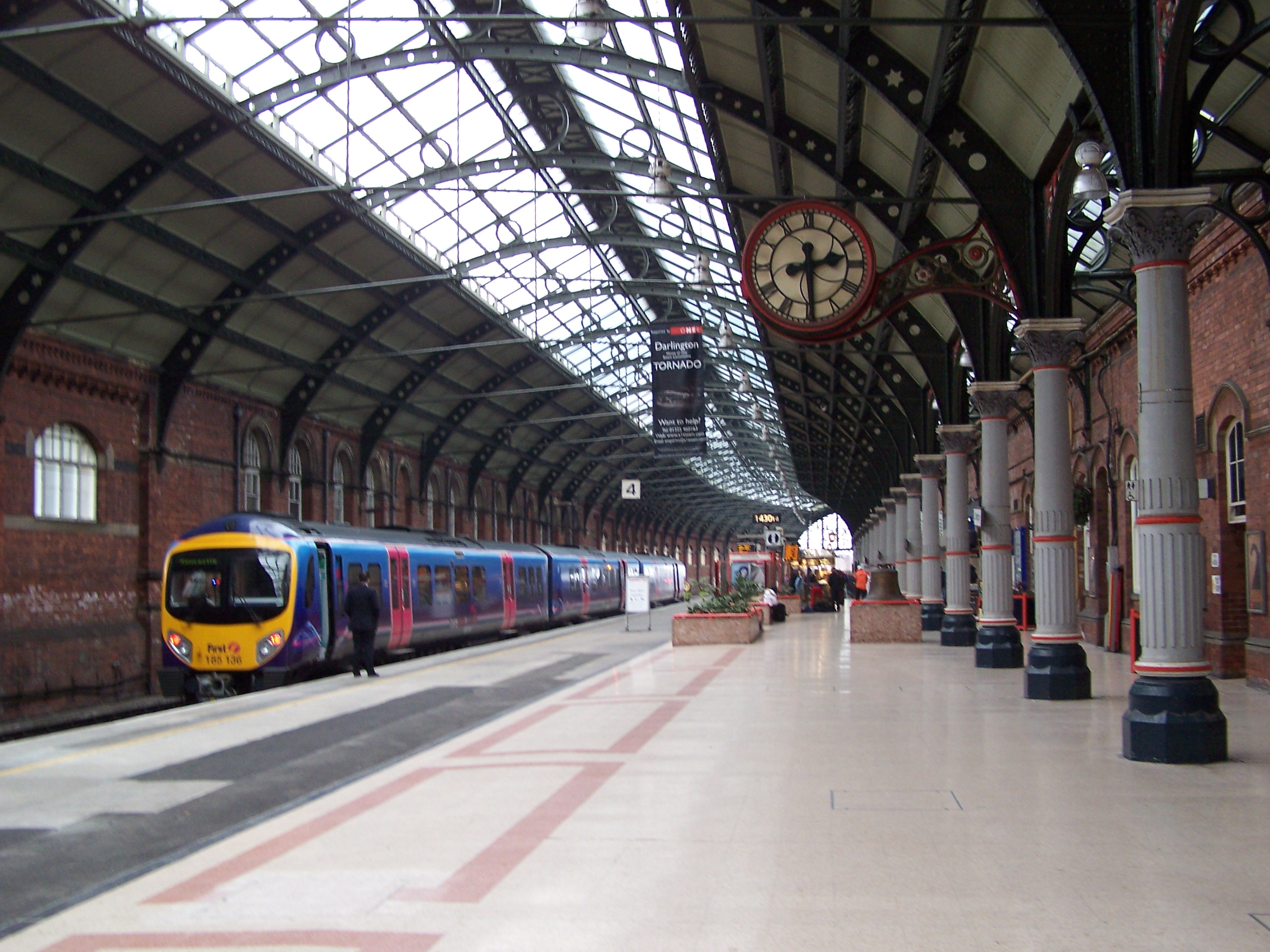
Bahnhof Darlington

Ursprünglich verlief die A1 direkt in Nord-Süd-Richtung durch Darlington. Nachdem eine neue Trasse westlich der Stadt eröffnet worden war, hatte man die Altstrecke in A167 (Topcliffe–Newcastle) umbenannt. Am 25. November 1985 wurde der £5,9 Millionen teure Autobahnzubringer A66(M) eröffnet, im Jahr 2008 dann auch die Südostumfahrung der A66 (Workington–Grangetown).
Der Bahnhof Darlington befindet sich an der East Coast Main Line und bietet regelmäßige Verbindungen nach London (King’s Cross), Leeds, Wakefield, Edinburgh, Manchester, Middlesbrough, zum Flughafen Manchester und nach Newcastle. Der Bahnhof North Road befindet sich außerhalb der Innenstadt.

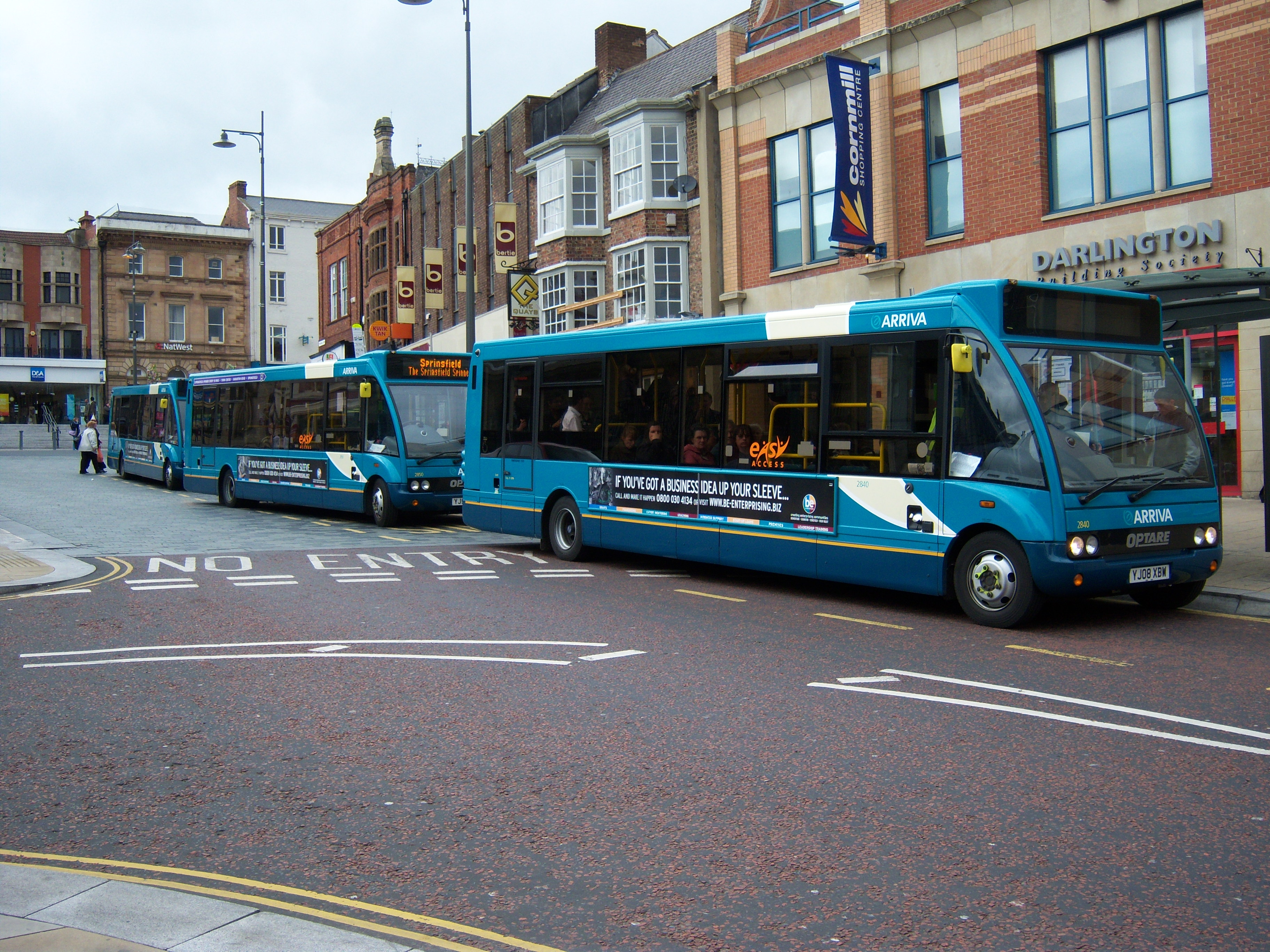
Busse von Arriva in Darlington

Bis 2007 wurde der Busbetrieb von Stagecoach gewährleistet, anschließend übernahm Arriva North East dessen Funktionen und betreibt die allermeisten Buslinien in der Stadt. Manche Linien werden seit 2009 auch von Scarlet Band betrieben. Als eine von sechs Städten erhielt Darlington vom Department for Transport drei Mio. Pfund für den Ausbau des städtischen Radwegenetzes und dessen Anschluss an die nationalen Radfernwege.
Etwa zehn Kilometer östlich der Stadt befindet sich der Flughafen Durham Tees Valley, welcher viele Inlandsflüge sowie eine kleinere Anzahl an internationalen Flugzielen anbietet. Weitere Flughäfen in der Umgebung sind der Flughafen Newcastle (80 km entfernt) sowie der Flughafen Leeds/Bradford (100 km entfernt). Außerdem existiert eine direkte Bahnverbindung zum Flughafen Manchester (200 km entfernt). Der Flughafenbahnhof Bahnhof Teesside Airport ist der am wenigsten benutzte Bahnhof in Großbritannien.

### Medien
In Darlington wird die Regionalzeitung The Northern Echo sowie deren Nebenblatt Darlington & Stockton Times gedruckt. Das Radioprogramm Star Radio North East wird aus Darlington gesendet.

### Bildung
In Darlington befindet sich das Queen Elizabeth Sixth Form College. Weitere Schulen sind: Haughton Community School, Abbey Junior School, Branksome Science College, Hummersknott School, Carmel RC Technology College, Hurworth School, Haughton School which is now known as the Darlington Education Village, it also includes Beaumont Hill School and pringfield Primary und Longfield School. Privatschulen sind die Raventhorpe Preparatory School, Hurworth House School und die Polam Hall School.

## Persönlichkeiten

### Söhne und Töchter der Stadt
- Edward Pease (1767–1858), Quäker und bedeutender Unternehmer
- Blair Cochrane (1853–1928), Segler
- William Edward Fothergill (1865–1926), Chirurg und Frauenarzt, Namensgeber der Manchester-Fothergill-Operation
- Katherine Routledge (1866–1935), geb. Pease, Historikerin, bekannt für ihre Arbeit auf der Osterinsel.
- Edmund Backhouse (1873–1944), Orientwissenschaftler und Linguist
- Ronald Brebner (1881–1914), Fußballtorhüter
- Seymour Cocks (1882–1953), Politiker
- George Allison (1883–1957), Fußballtrainer und -funktionär
- Willie Smith (1886–1982), Snooker- und English Billiards-Spieler, 2-facher Weltmeister
- Anthony Havelock-Allan (1905–2003), Filmproduzent
- Harry Catterick (1919–1985), Fußballspieler und -trainer
- Al Pease (1921–2014), kanadischer Autorennfahrer
- Nevil Johnson (1929–2006), Politikwissenschaftler und Hochschullehrer
- Giuseppe Wilson (1945–2022), Fußballspieler
- Michael Lee (1969–2008), Schlagzeuger
- Neil Maddison (* 1969), Fußballspieler und -trainer
- Guy Wilks (* 1981), Rallyefahrer
- James Morrison (* 1986), Fußballspieler
- Jann Mardenborough (* 1991), Automobilrennfahrer
- Bailey Peacock-Farrell (* 1996), nordirischer Fußballtorhüter
- Tomáš Kopecký (* 2000), Radrennfahrer
- Luis Longstaff (* 2001), Fußballspieler